# 1900 en sport automobile
Chronologie du Sport automobile
1899 en sport automobile - 1900 en sport automobile - 1901 en sport automobile
Les faits marquants de l'année 1900 en Sport automobile

## Par mois

### Avril
- La course Turin-Asti-Turin est une course automobile italienne dont la première édition a eu lieu le samedi 18 mai 1895. Le départ est donné à Moncalieri, au sud de Turin et l'arrivée est jugée Piazza Alfieri à Asti.

### Juin
- 14 juin : première édition de la Coupe automobile Gordon Bennett entre Paris et Lyon qui voit la victoire du pilote français Fernand Charron sur une Mors. Il boucle le parcours de 570 km en 9 heures et 9 minutes soit une moyenne de 62 km/h.

## Naissances
- 12 février : Floyd  Roberts, pilote automobile américain, vainqueur des 500 miles d'Indianapolis. († 30 mai 1939).
- 17 juillet : Edward Ramsden Hall, pilote automobile anglais. († 12 mai 1982).
- 11 septembre : George Souders, pilote automobile américain. († 28 juillet 1976).
- 18 septembre : Carlo Maria Pintacuda, pilote automobile italien. († 8 mars 1971).
- 16 novembre : Eliška Junková, pilote automobile tchèque connue également sous le nom d'Elizabeth Junek.  (†  5 janvier 1994).
- 15 décembre : Hellé Nice, pilote automobile durant toutes les années 1930, principalement en Grand Prix. († 1er octobre 1984).
- 27 décembre : Hans Stuck, pilote automobile allemand.  († 9 février 1978).